# Marie-Christine Aulas
Marie-Christine Faure, divorcée Aulas, née le 10 mars 1945 à Oran (Algérie française) et morte le 27 juin 2024 dans le 4e arrondissement de Marseille (France), est une femme politique française.

## Biographie

### Détail des fonctions et des mandats
Mandat parlementaire
- 25 juillet 1989 - 10 décembre 1991 : Députée européenne